# Паспорт гражданина Анголы
Паспорт гражданина Анголы — документ, который выдаётся гражданам Анголы для совершения поездок за границу. Паспорта выдаются Службой миграции и по делам иностранцев (порт. Serviços de Migração e Estrangeiros) в Луанде. Паспорта, которые были выданы Национальным управлением по миграции и границам Анголы, утратили силу 19 апреля 2001 года.

## Внешний вид
Паспорт гражданина Анголы чёрного цвета с гербом Анголы по центру и надписями REPUBLICA DE ANGOLA (Республика Ангола) вверху, PASSAPORTE (Паспорт) внизу.

## Визовый режим для граждан Анголы
| Страны и Территории | Условия доступа                                          |
| ------------------- | -------------------------------------------------------- |
| Армения             | виза оформляется по прибытии                             |
| Гаити               | 3 месяца                                                 |
| Грузия              | виза оформляется по прибытии                             |
| Джибути             | виза оформляется по прибытии                             |
| Доминика            | 21 день                                                  |
| Египет              | виза оформляется по прибытии только в регион Южный Синай |
| Замбия              | 90 дней                                                  |
| Зимбабве            | виза оформляется по прибытии                             |
| Камбоджа            | виза оформляется по прибытии                             |
| Кения               | виза оформляется по прибытии на 3 месяца                 |
| Лаос                | виза оформляется по прибытии                             |
| Макао               | виза оформляется по прибытии                             |
| Мадагаскар          | виза оформляется по прибытии                             |
| Мальдивы            | виза оформляется по прибытии                             |
| Монголия            | виза оформляется по прибытии                             |
| Мозамбик            | виза оформляется по прибытии                             |
| Намибия             | 3 месяца                                                 |
| Непал               | виза оформляется по прибытии                             |
| Республика Косово   | без визы                                                 |
| Сейшельские Острова | бесплатная виза                                          |
| Сингапур            | 30 дней                                                  |
| Танзания            | виза оформляется по прибытии                             |
| Того                | виза оформляется по прибытии на 7 дней                   |
| Уганда              | виза оформляется по прибытии                             |
| Филиппины           | 21 день                                                  |
| ЦАР                 | виза оформляется по прибытии на 7 дней                   |
| Эквадор             | 90 дней                                                  |